# Cementerio de Glenwood
El Cementerio de Glenwood (en inglés: Glenwood Cemetery) es un espacio para sepulturas que posee una superficie de 5 acres (aproximadamente unas 2,0 hectáreas) localizado en Park City, Utah al oeste de los Estados Unidos. El sitio fue creado por primera vez en 1885 como un cementerio pionero de los mineros de plata. Aún está en uso, y cuenta con 976 sepulturas. Esta en el Registro Nacional de Lugares Históricos de Estados Unidos ( National Register of Historic Places).